# Selago impedita
Selago impedita är en flenörtsväxtart som beskrevs av O.M. Hilliard. Selago impedita ingår i släktet Selago och familjen flenörtsväxter. Inga underarter finns listade i Catalogue of Life.